# Šiaulių dviračių gamykla
Šiaulių dviračių gamykla (Šiaulių valstybinė dviračių ir vidaus degimo variklių gamykla „Vairas“, Valstybinė įmonė „Šiaulių vairas“) war ein staatliches Unternehmen von 1948 bis 1998 in Šiauliai, der viertgrößten Stadt Litauens.

## Geschichte
1948 wurde das Unternehmen als Nachfolger der Fabrik „Šiaulių vinis“ gegründet. Das erste Produkt (Fahrrad für Kinder) kam 1951 auf den Markt. Bis 1960 produzierte man eine Million dieser Fahrräder. 1990 exportierte man die Fahrräder nach den UdSSR-Republiken und 70 weiteren Staaten.
Man produzierte 266.100 Moped-Motoren, 59.500 Fahrräder „Kregždutė“ (für Mädchen), 381.000 Fahrräder „Ereliukas“ für Jungen und 6100 Universalfahrräder „Dubysa“, Der Umsatz betrug 43 Mio. Rubel.
1982 arbeiteten 3500 Mitarbeiter im Unternehmen.
1993 wurde ein deutsch-litauisches Unternehmen UAB Baltik vairas gegründet. Es gehört der Panther International GmbH.